# Abrigo de Prados de los Arejos II
El abrigo de Prados de los Arejos II (también, abrigo de los Prados de los Arejos II) es un lugar arqueológico situado en Tormón, municipio de la provincia de Teruel (Comunidad Autónoma de Aragón, España).

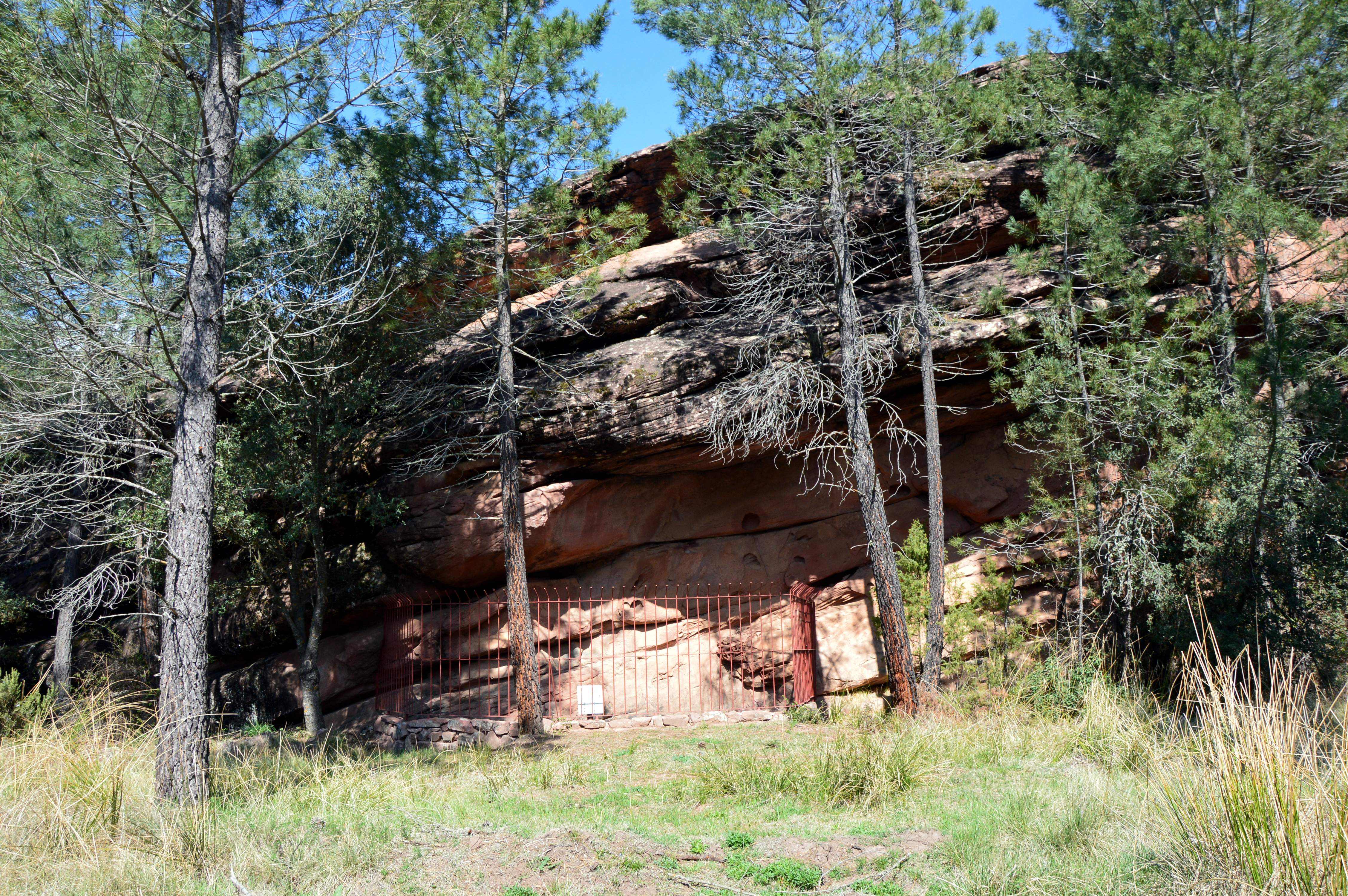
Abrigo de Prados de los Arejos II, en el Rodeno de Tormón, Parque Cultural de Albarracín (2018).

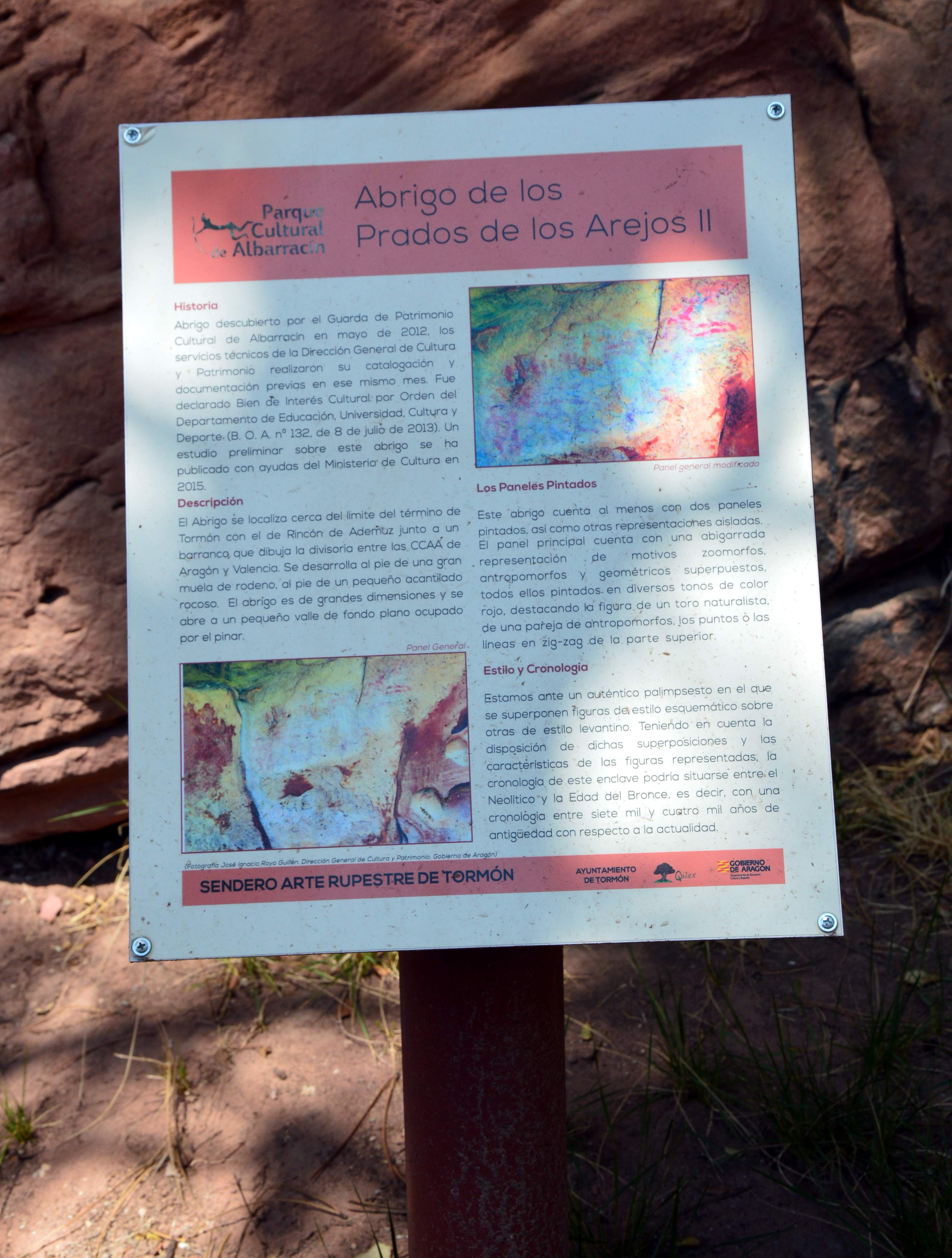
Panel informativo en el Abrigo de Prados de los Arejos II, Rodeno de Tormón, Parque Cultural de Albarracín (2018).

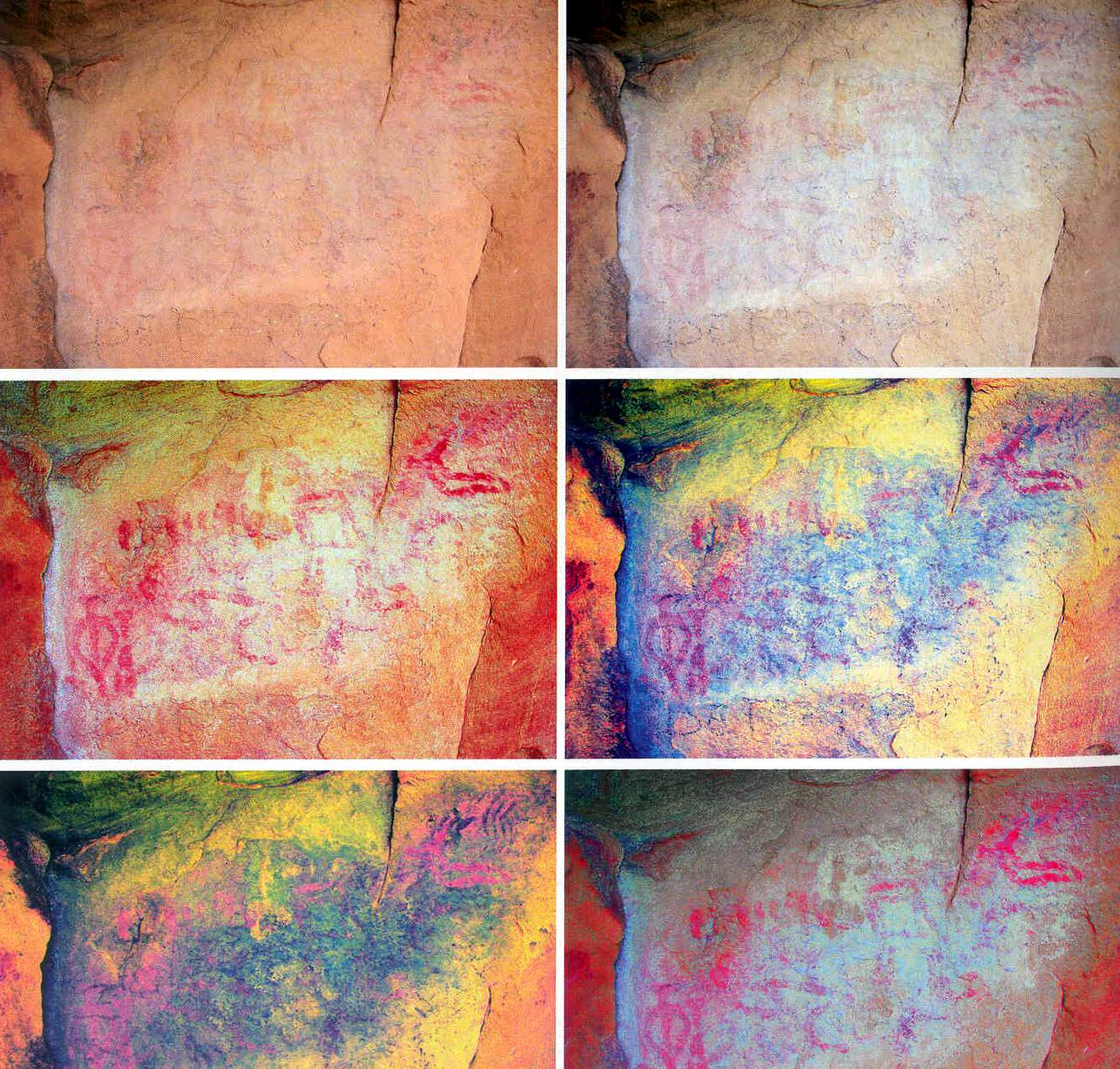
Detalle de panel decorado (tratamiento digital) en el Abrigo de Prados de los Arejos II, Rodeno de Tormón, Parque Cultural de Albarracín [Tomado de Bea y Angás, 2015:134].

Forma parte del conjunto de abrigos de la «Ruta de Arte Rupestre de Tormón», perteneciente a los Abrigos rupestres de Tormón del Parque Cultural de Albarracín, declarado Patrimonio de la Humanidad (1998).

## Historia
Descubierto por el Agente de Protección de Patrimonio Cultural (Hilario Dalda)-en mayo de 2012-: los servicios técnicos de la Dirección General de Cultura y Patrimonio del Gobierno de Aragón realizaron los trabajos previos de catalogación y documentación para su declaración como Bien de Interés Cultural (BIC).
No obstante, hasta su estudio y publicación (M. Bea y J. Angás, 2015) el abrigo permaneció inédito.

## Ubicación y descripción
Situado en el tramo final de la «Ruta de Arte Rupestre de Tormón», para visitarlo hay que desviarse del camino principal unos 240 metros (4 minutos caminando). Propiamente se halla en la base de un afloramiento rocoso situado en la intersección de dos barrancos que forman un paso entre antiguos campos de cultivo: los vecinos de Tormón sanearon y drenaron la zona, pero hoy está abandonada. El abrigo se halla en una cerrada a la izquierda de la senda, bien visible por la verja que lo protege.
Se trata de un gran abrigo orientado al sureste, el panel decorado ocupa sin embargo un pequeño sector (1,2 metros de ancho x 1,05 metros de alto), situado a la izquierda, entre dos fisuras verticales: entre el panel y el piso del abrigo hay un saliente que debió servir de plataforma a los artistas que compusieron estas pinturas.
Las pérdidas superficiales del soporte, los procesos de arenización y las capa de polvo acumuladas dificultan la visión de las representaciones, no obstante ser aceptable su estado de conservación.
No sin razón, la sección del muro decorado ha sido comparada a un palimpsesto, toda vez que hay hasta una treintena de figuras superpuestas en distintas tonalidades (rojo, carmín, anaranjado, violáceo...) y estilos (del naturalismo al esquematismo), interpretándose al menos tres fases figurativas:

«La primera se situaría en un horizonte naturalista (tradición levantina), en la que se figura una representación de bóvido rojo oscuro/negruzco de gran tamaño que mira la izquierda. El animal tiene la cabeza cacha (en actitud de envestir o pastando), la cornamenta luce doble curvatura en perspectiva semitorcida (similar al toro de la Cerrada del tío Jorge y al de la Ceja de Piezarrodilla). Aunque sin poder aseverarlo, los técnicos observan también una figura antropomorfa parcialmente constituida (cabeza, parte superior del tronco y brazos). Sobre el bóvido hay pintados otros motivos (esquemáticos y abstractos), lo que se hace evidente en la zona de las astas, en la que se observa un motivo antropomorfo en jarras que forma de letra griega «phi» (Φ, φ). A la derecha del anterior cabe suponer la existencia de otra figura antropomorfa esquemática».
 Pinturas rupestres en el Rodeno: abrigos del Sendero de Tormón , Alfredo Sánchez Garzón

Por encima del gran bóvido se superpone otras figuraciones abstractas (motivos lineales, curvos, rectilíneos) a modo de greca, amén de otros motivos geométricos (cuadrado inscrito en otro mayor). 
En la parte superior del panel, en el que se representan pequeños trazos lineales en posición vertical, yuxtapuestos, pueden observarse más restos de color (rojo carmín y oscuro o marronáceo). 
Asimismo, en la margen superior derecha del panel puede verse un extraño signo ovalado en color rojo-carmín superpuesto a otro conjunto de trazos rojo-oscuros verticalmente dispuestos y adyacentes, con alineaciones verticales y un elemento cuadrangular.
Los estudios realizados de las pinturas de este abrigo no han presentado todavía sus conclusiones definitivas, aunque los investigadores auguran más de una sorpresa, ya que el lugar constituye uno de los conjuntos con más representaciones de la zona, en el que se superponen los motivos típicos del arte levantino con los esquemáticos:

«Su estudio detallado puede permitir establecer una secuencia cronológica, temática y cromática que ayudaría sin duda a comprender mejor la evolución del arte prehistórico en la Sierra de Albarracín».
 Sendero por el Arte Rupestre de Tormón. Guía didáctica, José Ignacio Royo Guillén et al

## Estilo
Levantino, del naturalismo al esquematismo más puro, utilizando para la decoración distintas tonalidades (rojo, carmín, anaranjado, marronáceo, violáceo).

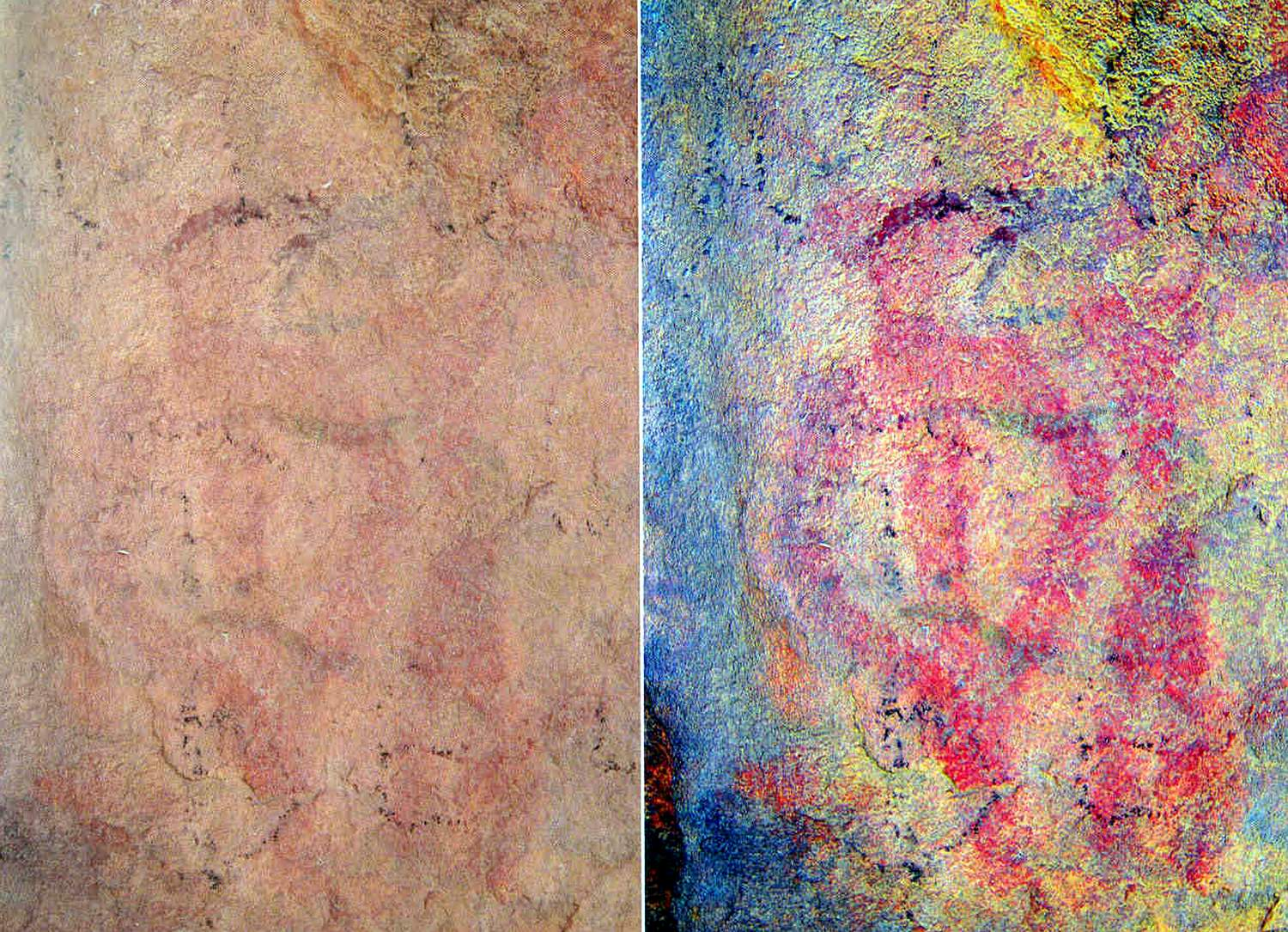
Detalle de panel decorado (tratamiento digital) en el Abrigo de Prados de los Arejos II, Rodeno de Tormón, Parque Cultural de Albarracín [Tomado de Bea y Angás, 2015:135].

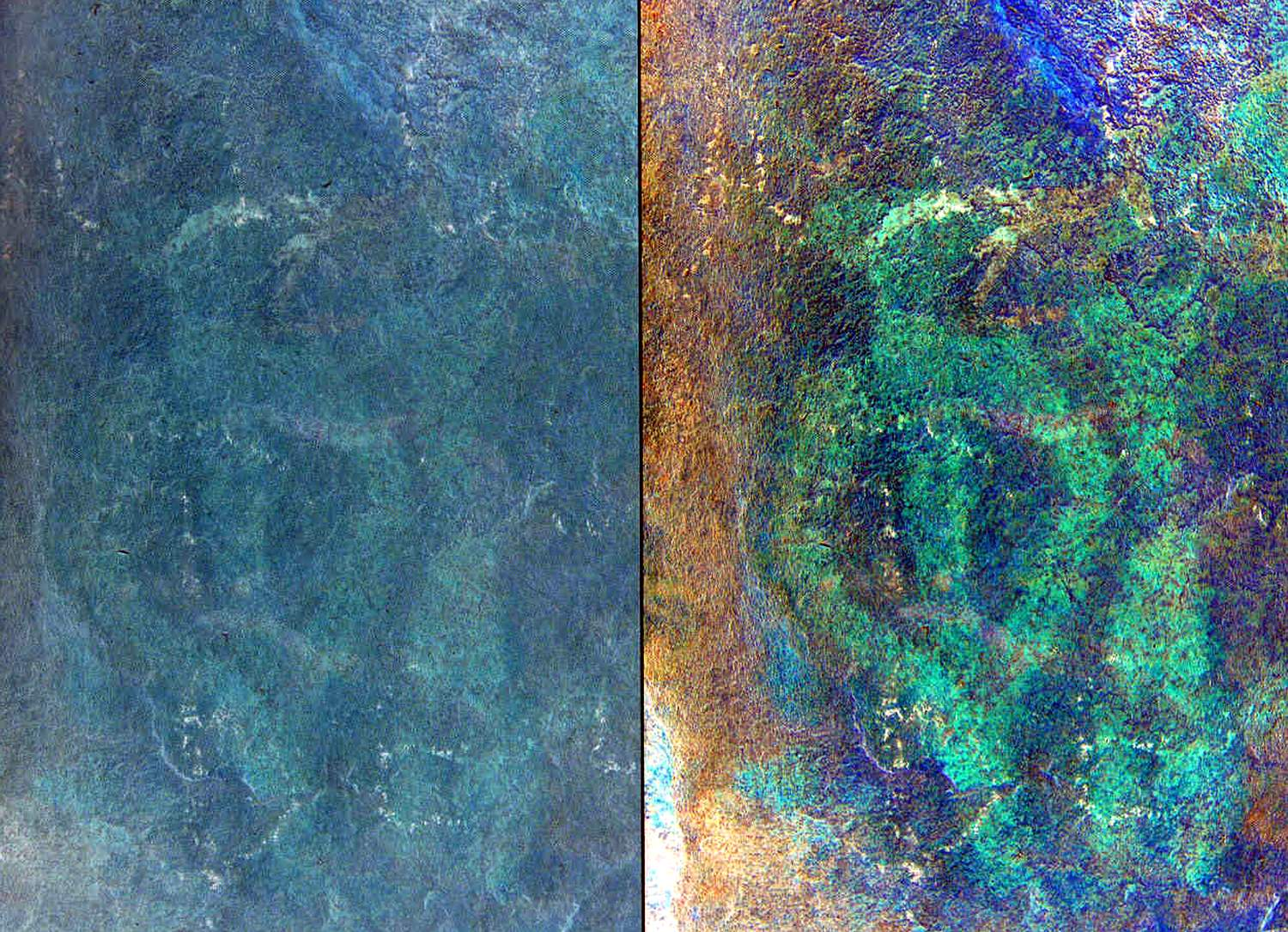
Detalle de panel decorado (tratamiento digital: negativo) en el Abrigo de Prados de los Arejos II, Rodeno de Tormón, Parque Cultural de Albarracín [Modificado de Bea y Angás, 2015:135

## Cronología
Por sus características, podría situarse en un amplio segmento cronológico -entre el Neolítico Antiguo y el comienzo de la Edad de los Metales-: 7.000-4.000 años antes del presente.

## Información
Para visitar los abrigos rupestres de Tormón resulta aconsejable la utilización de la publicación Sendero por el Arte Rupestre de Tormón (2017): «Guía Didáctica» editada por el Ayuntamiento de Tormón, en colaboración con la Dirección General de Cultura y Patrimonio del Gobierno de Aragón.